# Peribaea fernia
Peribaea fernia là một loài ruồi trong họ Tachinidae.